# Erling Vidkunsson
Erling Vidkunsson, född omkring 1290, död 1355, var en norsk storman.
Erling Vidkunsson var från 1319 under en följd av år landets mäktigaste man. 1323-1332 var han drots och den ledande inom Magnus Erikssons norska förmyndarregering. Med honom utdog den gamla Bjarköätten.